# الحكامية (قفل شمر)

تعديل مصدري - تعديل

الحكامية هي إحدى قرى عزلة بني جل بمديرية قفل شمر التابعة لمحافظة حجة، بلغ تعداد سكانها 309 نسمة حسب تعداد اليمن لعام 2004.